# Robert Fortune (botaniste)
Pour les articles homonymes, voir Fortune.
Robert Fortune, né le 16 septembre 1812 à Kelloe, un hameau de Duns dans le Berwickshire et mort le 13 avril 1880 à Londres, est un botaniste et un voyageur britannique.
Il a contribué à mettre fin au monopole chinois sur la production et le commerce du thé.

## Biographie

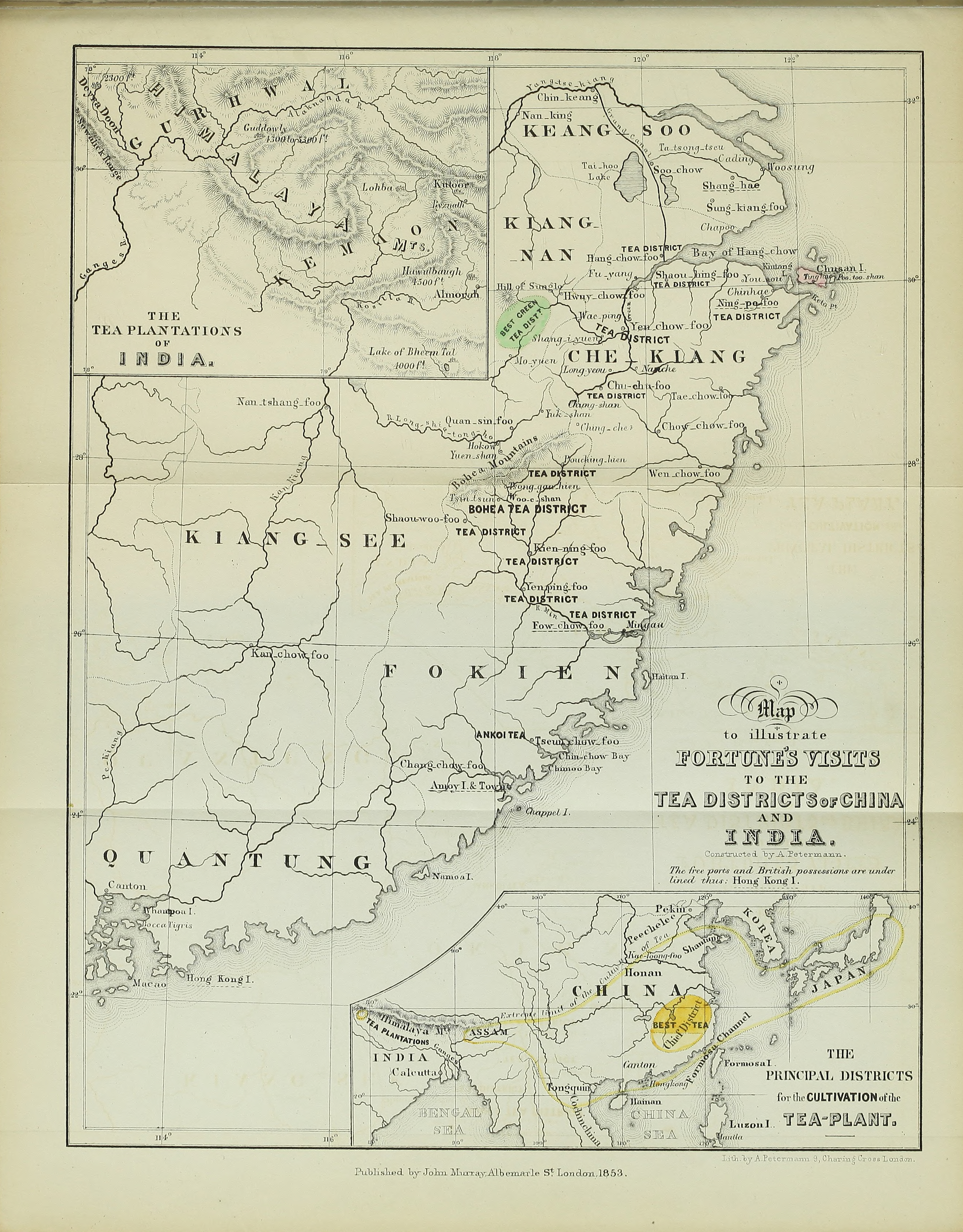
Map to illustrate Fortune's visits to the Tea districts of China and India, par August Petermann, publiée dans Two visits to the tea countries of China de Fortune, en 1853.

Robert Fortune travailla d'abord au jardin botanique d’Édimbourg puis à celui de la Royal Horticultural Society de Chiswick, qui l’envoya, après la signature du traité de Nankin en 1842, récolter des plantes en Chine.
En 1848, un autre voyage secret ,organisé pour le compte de la Compagnie britannique des Indes orientales, lui permet de pénétrer en cachette le mode chinois de préparation du thé et d'introduire de façon clandestine 20 000 pieds de théier en Inde, contribuant à un moment important de l'Histoire du thé qu'on appelle en vérité Le Grand Vol du Thé ou en anglais "The Great Tea Robbery.". Ses voyages suivants, à Taïwan et au Japon, lui permettent de décrire l'élevage du ver à soie et la culture du riz
Ses voyages ont permis l'introduction en Europe de nombreuses espèces ornementales, comme le kumquat, de nombreuses variétés de pivoines, d'azalées et de chrysanthèmes.

## Plantes nommées d'après Robert Fortune
- Arundinaria fortunei
- Euonymus fortunei
- Hosta fortunei (et)
- Keteleeria fortunei
- Mahonia fortunei (en)
- Maxburretia fortunei
- Osmanthus fortunei (sv)
- Pleioblastus fortunei
- Rhododendron fortunei (en)
- Rosa × fortuniana
- Trachycarpus fortunei

## Autres introductions de Robert Fortune
- Jasminum nudiflorum
- Lonicera fragrantissima
- Dicentra spectabilis
- Forsythia viridissima

## Animaux nommés d'après Robert Fortune
- Amata fortunei (en) Leech 1888
- Bacchisa fortunei (en)
- Parnara fortunei Felder 1862
- Sericinus fortunei Gray, 1852
- Paraglenea fortunei (en) (Saunders, 1853)
- Erythrus fortunei (nl) White, 1853
- Strangalia fortunei (es) Pascoe, 1858
- Paraglenea fortunei (en) (Saunders, 1853)
- Pseudotorynorrhina fortunei (sv) (Saunders, 1852)
- Cryptoderma fortunei (ceb) Waterhouse, 1853

## Publications de Robert Fortune
- Three Years' Wanderings in the Northern Provinces of China (1847)
- A Journey to the Tea Countries of China (1852), La route du thé et des fleurs pour la traduction française
- A Residence Among the Chinese (1857)
- Yedo and Peking (1863)